# Saudades
Saudades es un municipio brasileño del estado de Santa Catarina. Tiene una población estimada al 2022 de 10 265 habitantes. Pertenece a la Región metropolitana de Chapecó.

## Nombre
El nombre Saudades (del portugués "anhelo"), viene del sentimiento de nostalgia de los primeros habitantes a la colonia que dejaron atrás.

## Historia
Saudades fue colonizada en la década de 1930 por inmigrantes, en su mayoría alemanes y en menor medida rusos e italianos, procedentes del estado de Río Grande do Sul, y por tanto una gran parte de la población hasta hoy sabe hablar alemán, que es un vestigio que los colonizadores dejaron en la cultura local. Saudades es conocida como "El Valle De la Hospitalidad", por morar un pueblo con tradición hospitalaria que recibe bien a sus visitantes.
Pasó a ser distrito de Chapecó en 1950, luego a ser parte de São Carlos en 1954 y se emancipó el 7 de diciembre de 1961.